# Assenza ingiustificata
Assenza ingiustificata è un film del 1939, diretto da Max Neufeld. Il film purtroppo risulta ad oggi andato perduto.

## Trama
Una studentessa liceale, Vera, viene espulsa dalla scuola e si finge malata per tenerlo nascosto ai genitori: il medico curante diventa presto suo complice e successivamente la sposa. La vita coniugale, per le continue assenze del medico, occupato dal suo lavoro, diviene giorno dopo giorno sempre più triste e piena di incomprensioni, sino a convincere Vera a riprendere gli studi di nascosto dal marito. Questa doppia vita insospettisce il marito, che pensa ad un tradimento della giovane moglie, ma poi le cose si chiariranno, quando il medico andrà a prendere Vera all'uscita della scuola.

## Produzione
Il film è tratto da un originale teatrale del commediografo ungherese István Békeffi, già rappresentato in Italia dalla compagnia Beghetti-Menichelli e adattato per lo schermo da Amedeo Castellazzi e Max Neufeld.

## Critica
Filippo Sacchi nel Corriere della Sera del 30 dicembre 1939: "Specialmente nella seconda parte, il film, ha grazia, movimento, comicità in abbondanza. Ne siano lodati il regista Neufeld e Amedeo Nazzari che, pure qui è interprete un po' opaco, ma soprattutto Alida Valli, la quale si impaccia, e stona solo nelle poche scene in cui fa la sposa e non la studentessa: ossia quando le mettono addosso vestiti inconcepibili e grotteschi. Ad ogni modo la più graziosa Alida Valli, la meglio a posto, che si sia mai vista..."